# Stade Oscar-Quiteño
Le stade Oscar-Quiteño est le stade du Club Deportivo Futbolistas Asociados Santanecos (CD FAS),. Il est situé à Santa Ana au Salvador

## Inauguration
Le stade construit par l’Instituto de Urbanización Rural fut inauguré le 3 février 1963. Il est nommé en hommage au gardien de but Óscar Alberto Quiteño, mort durant un match amical contre l'Orión du Costa Rica.
La partie inaugurale fut FAS vs Oro de México, ce dernier ayant remporté la victoire.

## Histoire
Le premier terrain de football de Santa Ana fut la Finca Modelo, où le FAS gagna ses 5 premiers championnats.